# Hugh McMeniman

a Compétitions nationales et continentales officielles uniquement.

b Matchs officiels uniquement.
Dernière mise à jour le 23 juillet 2018.
Hugh J. McMeniman, né le 1er novembre 1983 à Brisbane, est un joueur de rugby à XV international australien évoluant au poste de deuxième ligne ou troisième ligne aile.

## Carrière
Il a joué dans le Super Rugby entre 2005 et 2009 avec les Queensland Reds. En 2010, il part au Japon pour jouer avec les Kubota Spears. 
Il dispute son premier test match le 11 juin 2005 contre les Samoa.  

## Statistiques en équipe nationale
- 22 test matchs
- Sélections par année : 6 en 2005, 6 en 2007, 9 en 2008, 1 en 2013